# Sundby kyrka
Sundby kyrka är en kyrkobyggnad i Kafjärdens församling i Eskilstuna kommun. Kyrkan ligger på krönet av Öster-Rekarne största grusås.

## Kyrkobyggnaden
Kyrkan uppfördes på 1100-talet och av denna återstår långhuset. Under 1400-talet till början av 1500-talet gjordes några ombyggnader då ett vapenhus uppfördes vid långhusets södra vägg, en sakristia uppfördes norr om koret och tornet försågs med en hög tornspira. Inne i kyrkan uppfördes tegelvalv i tornet, långhuset och möjligen i koret. På 1790-talet gjordes en genomgripande ombyggnad då valven i långhuset revs. Ett nytt åttakantigt kor byggdes, liksom ett nytt vapenhus och ny sakristia. Kyrkans fönster förstorades och en ingång togs upp i tornets västra vägg. År 1858 uppfördes en ny sakristia norr om koret.

## Inventarier
- Altarbordet och predikstolen härstammar från 1700-talets ombyggnad.
- Dopfuntens fot härstammar från 1100-talet.
- Altarduken är från 1500-talet.
- En silverkalk från 1300-talet är numera deponerad på Historiska museet.

### Orgel
- 1791 byggde[förtydliga] en orgel.
- 1866 byggde Per Larsson Åkerman, Stockholm en orgel. Den utökades 1954.
- Den nuvarande orgeln med 15 stämmor är byggd 1978 av Åkerman & Lund, Knivsta. Fasaden härstammar från en tidigare orgel byggd 1866. Orgeln är mekanisk.

| Huvudverk I    | Svällverk II      | Pedal       | Koppel  |
| Principal 8´   | Rörflöjt 8´       | Subbas 16´  | I/P     |
| Borduna 8´     | Salicional 8´     | Flöjtbas 8´ | II/P    |
| Octava 4´      | Tvärflöjt 4´      |             | II/I    |
| Koppelflöjt 4´ | Principal 2'      |             | II 4'/P |
| Octava 2'      | Kvint 1 1/3'      |             |         |
| Cornett III    | Oboe 8'           |             |         |
| Mixtur III     | Tremulant         |             |         |
|                | Crescendosvällare |             |         |

## Bildgalleri

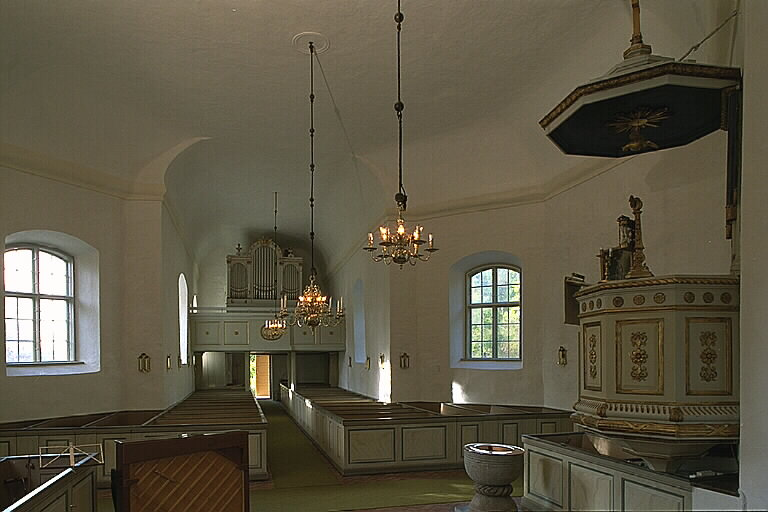
Kyrkorum åt väster
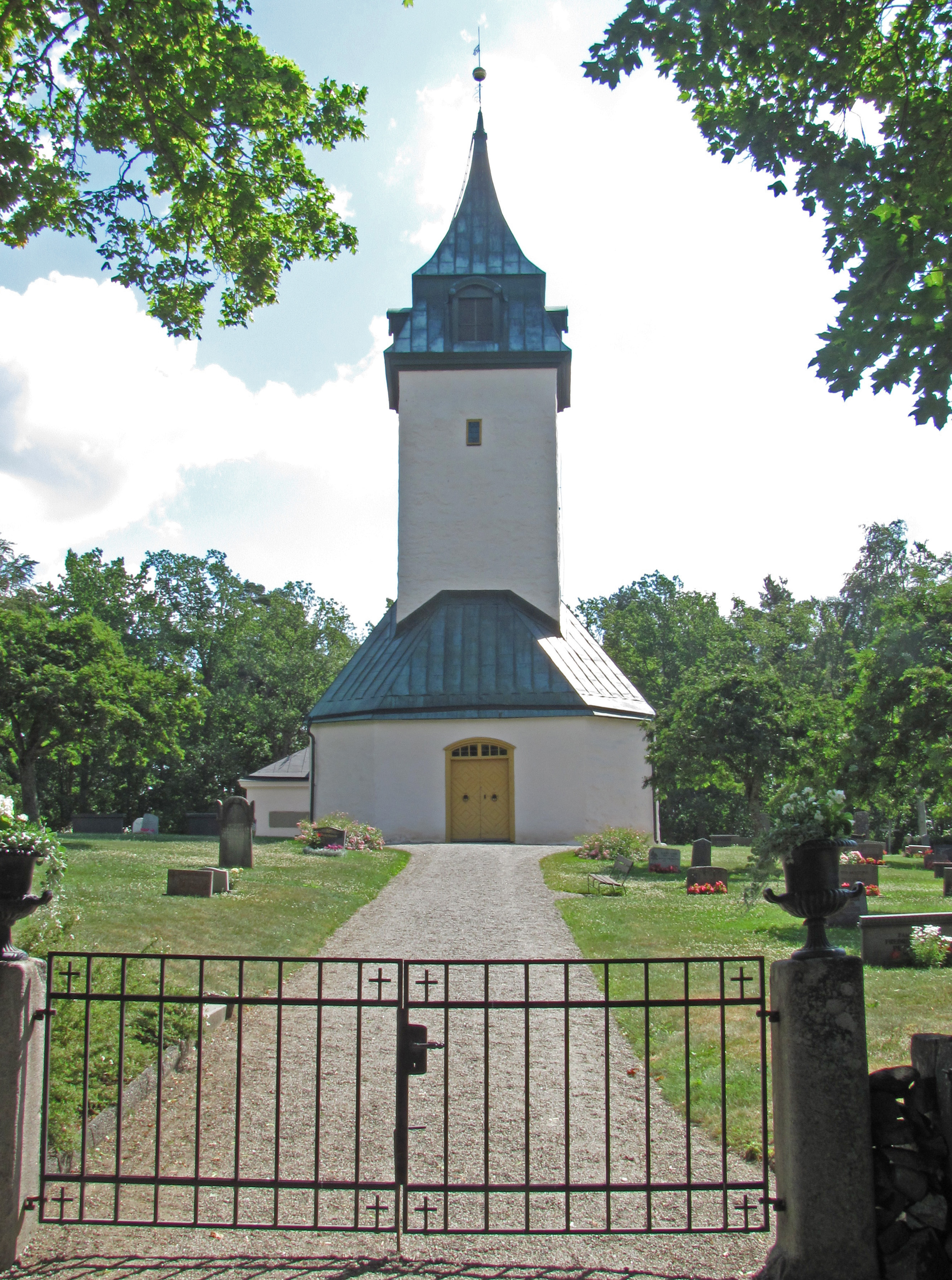
Kyrkan från väster

### Webbkällor
- byggnadspresentation
- Kafjärdens församling informerar